# Ensemble Thannhausen (Pfofeld)

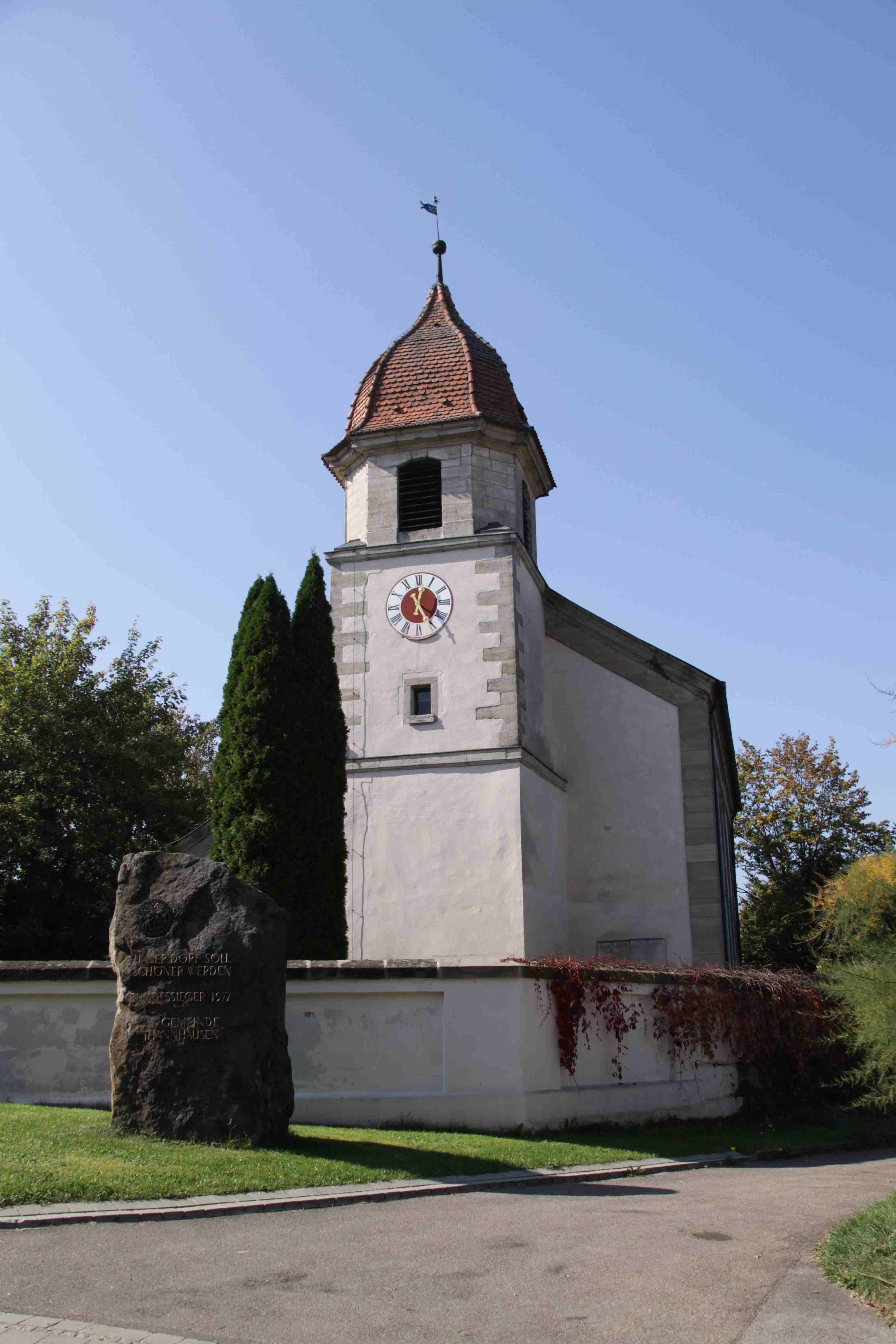
Evangelische Pfarrkirche Sankt Bartholomäus in Thannhausen

Das Ensemble Thannhausen umfasst den historisch bebauten Bereich von Thannhausen, einem Gemeindeteil von Pfofeld im mittelfränkischen Landkreis Weißenburg-Gunzenhausen in Bayern. Das Ensemble ist ein geschütztes Baudenkmal.

## Beschreibung
Das Ensemble umfasst das gesamte Haufendorf außer den nördlich vorgelagerten Häusern Nr. 43 und 36. Die evangelisch-lutherische Pfarrkirche St. Bartholomäus wurde 1869 mit dem alten Turm des 17. Jahrhunderts errichtet. 
Der Ort wird vor allem von den Bauten des 19. Jahrhunderts geprägt, da die meisten Bauernhäuser, meistens erdgeschossige verputzte Satteldachbauten, aus dieser Zeit stammen. Nur das Gasthaus, das Pfarrhaus und die ehemalige Schmiede unterscheiden sich von diesen als Walm-, Halbwalm- bzw. Mansarddachbauten des 17. bis 19. Jahrhunderts. 
Das Haufendorf wird von einem unregelmäßigen Straßenring mit platzartigen Straßengabelungen und Sackgassen durchzogen, wobei der Eindruck einer zufälligen Anordnung der Häuser entsteht. Die Wohnteile der Bauernhäuser sind bevorzugt mit ihrem Giebel zur Straße hin orientiert, sodass sich mehrfach giebelständig eingerahmte Straßen- und Platzbilder ergeben. Trotz einiger moderner Bauten ist das Ortsbild von hoher einheitlicher Wirkung erhalten.

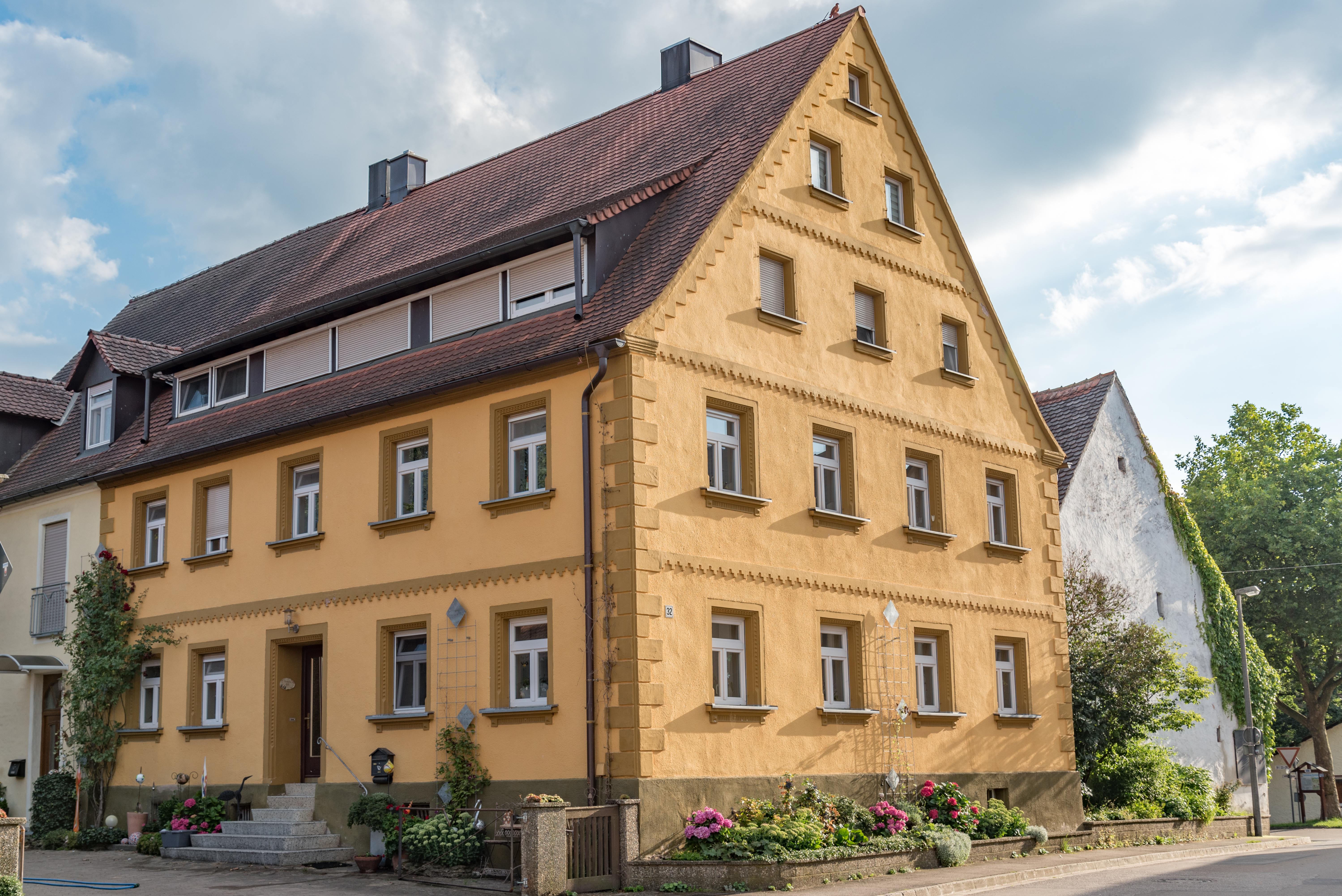
Haus Nr. 32
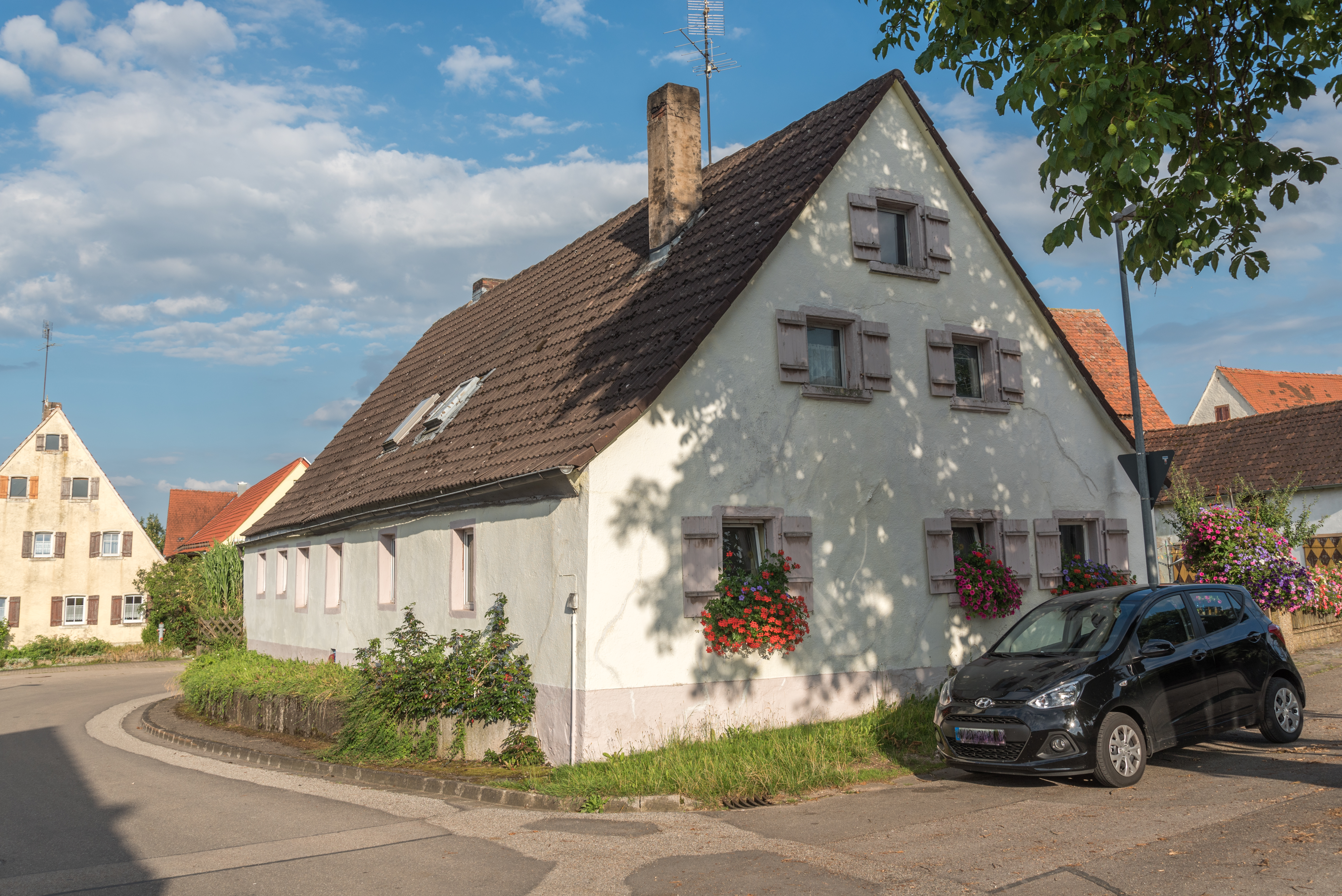
Haus Nr. 36
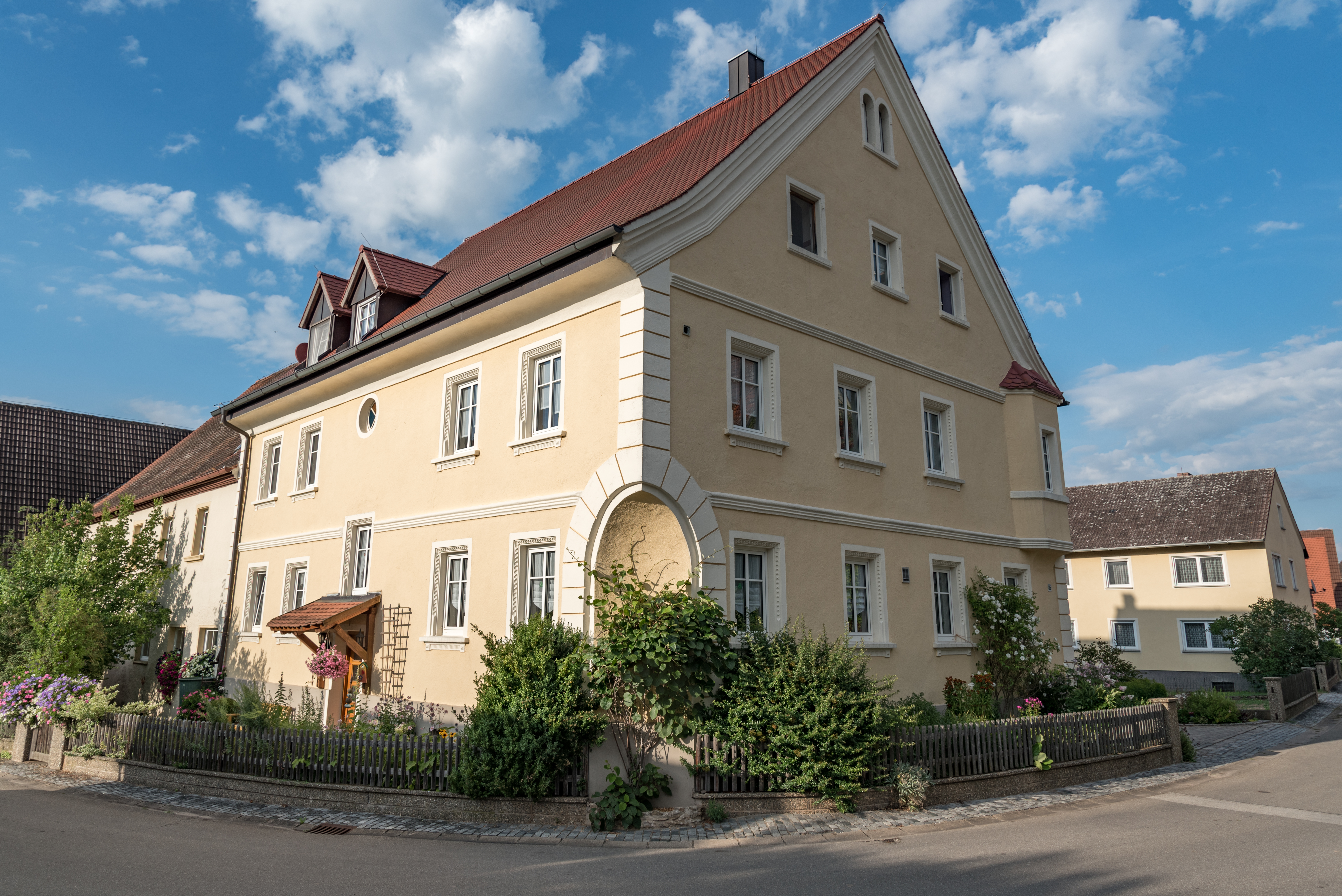
Haus Nr. 85
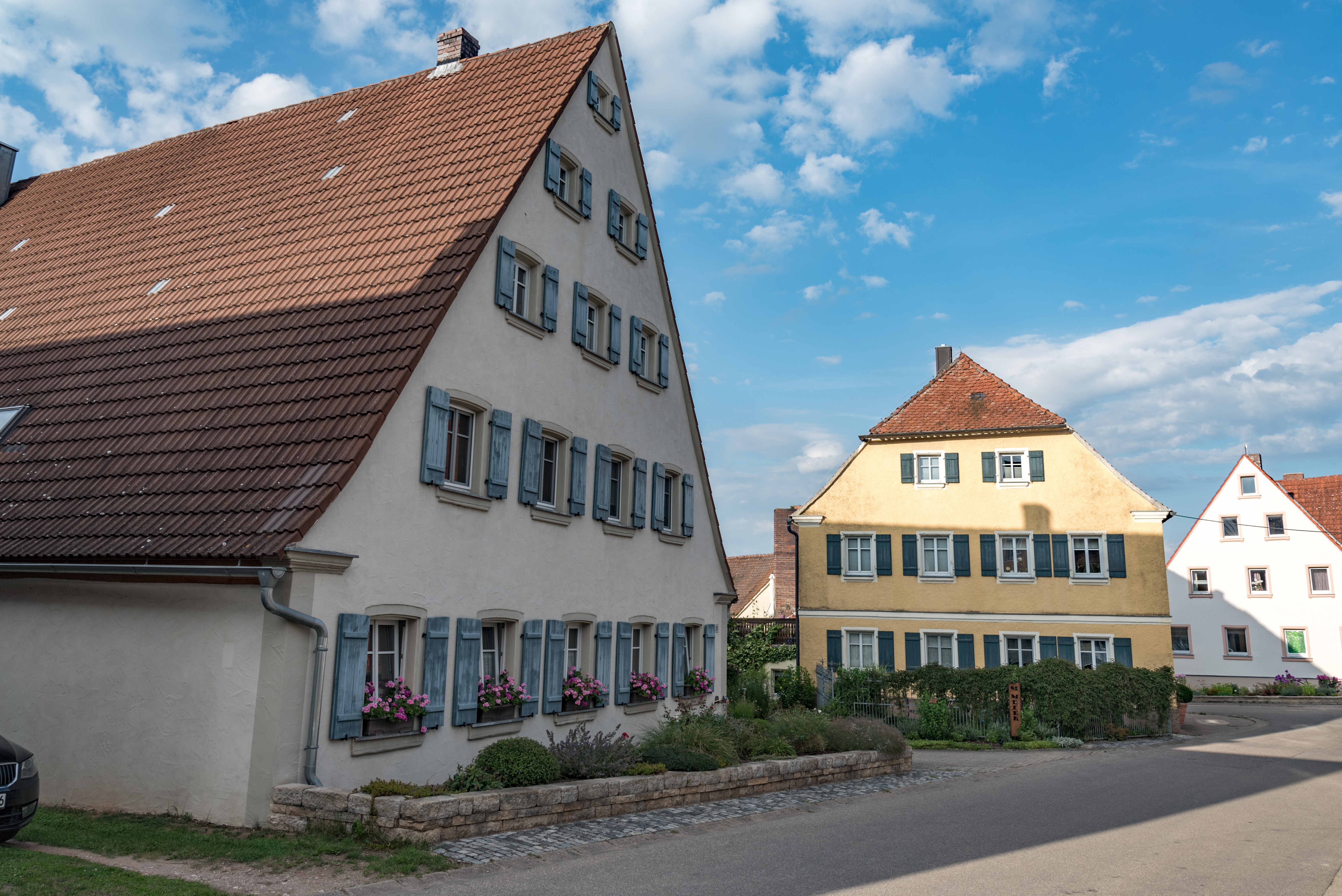
Haus Nr. 91 und 93 (ehemalige Schmiede)